# Blòt
Blot-l'Église és un municipi francès situat al departament del Puèi Domat i a la regió d'Alvèrnia-Roine-Alps. L'any 2007 tenia 391 habitants.

## Demografia

### Població
El 2007 la població de fet de Blot-l'Église era de 391 persones. Hi havia 170 famílies de les quals 48 eren unipersonals (20 homes vivint sols i 28 dones vivint soles), 63 parelles sense fills, 47 parelles amb fills i 12 famílies monoparentals amb fills.
La població ha evolucionat segons el següent gràfic:
Habitants censats

### Habitatges
El 2007 hi havia 256 habitatges, 172 eren l'habitatge principal de la família, 43 eren segones residències i 40 estaven desocupats. 250 eren cases i 1 era un apartament. Dels 172 habitatges principals, 143 estaven ocupats pels seus propietaris, 23 estaven llogats i ocupats pels llogaters i 6 estaven cedits a títol gratuït; 3 tenien dues cambres, 18 en tenien tres, 52 en tenien quatre i 99 en tenien cinc o més. 128 habitatges disposaven pel capbaix d'una plaça de pàrquing. A 67 habitatges hi havia un automòbil i a 87 n'hi havia dos o més.

### Piràmide de població
La piràmide de població per edats i sexe el 2009 era:
| Homes | Edats   | Dones |
| ----- | ------- | ----- |
| 0     | 95 o +  | 0     |
| 4     | 90 a 94 | 12    |
| 0     | 85 a 89 | 4     |
| 0     | 80 a 84 | 0     |
| 8     | 75 a 79 | 12    |
| 20    | 70 a 74 | 4     |
| 20    | 65 a 69 | 20    |
| 8     | 60 a 64 | 24    |
| 12    | 55 a 59 | 16    |
| 12    | 50 a 54 | 12    |
| 8     | 45 a 49 | 8     |
| 8     | 40 a 44 | 16    |
| 12    | 35 a 39 | 16    |
| 8     | 30 a 34 | 16    |
| 12    | 25 a 29 | 4     |
| 0     | 20 a 24 | 8     |
| 4     | 15 a 19 | 12    |
| 16    | 10 a 14 | 0     |
| 0     | 5 a 9   | 4     |
| 0     | 0 a 4   | 0     |

## Economia
El 2007 la població en edat de treballar era de 214 persones, 157 eren actives i 57 eren inactives. De les 157 persones actives 144 estaven ocupades (81 homes i 63 dones) i 13 estaven aturades (7 homes i 6 dones). De les 57 persones inactives 23 estaven jubilades, 10 estaven estudiant i 24 estaven classificades com a «altres inactius».

### Ingressos
El 2009 a Blot-l'Église hi havia 175 unitats fiscals que integraven 397,5 persones, la mediana anual d'ingressos fiscals per persona era de 16.555 €.

### Activitats econòmiques
Dels 26 establiments que hi havia el 2007, 1 era d'una empresa extractiva, 2 d'empreses alimentàries, 2 d'empreses de fabricació d'altres productes industrials, 7 d'empreses de construcció, 3 d'empreses de comerç i reparació d'automòbils, 1 d'una empresa de transport, 3 d'empreses d'hostatgeria i restauració, 1 d'una empresa immobiliària, 3 d'empreses de serveis i 3 d'empreses classificades com a «altres activitats de serveis».
Dels 10 establiments de servei als particulars que hi havia el 2009, 1 era una oficina de correu, 1 taller de reparació d'automòbils i de material agrícola, 1 guixaire pintor, 1 fusteria, 1 lampisteria, 2 electricistes, 1 empresa de construcció i 2 restaurants.
L'únic establiment comercial que hi havia el 2009 era una fleca.
L'any 2000 a Blot-l'Église hi havia 24 explotacions agrícoles que ocupaven un total de 975 hectàrees.

## Equipaments sanitaris i escolars
El 2009 hi havia una escola elemental integrada dins d'un grup escolar amb les comunes properes formant una escola dispersa.

## Poblacions més properes
El següent diagrama mostra les poblacions més properes.